# كاثرين كوكس
كاثرين كوكس (بالإنجليزية: Catherine Cox)‏ هي ممثلة أمريكية، ولدت في 13 ديسمبر 1950 في توليدو في الولايات المتحدة.

## ترشيحات
- جائزة توني عن فئة أفضل ممثلة في مسرحية موسيقية [الإنجليزية]‏ (1987)

## وصلات خارجية
- كاثرين كوكس على موقع IMDb (الإنجليزية)
- كاثرين كوكس على موقع قاعدة بيانات برودواي على الإنترنت (الإنجليزية)
- كاثرين كوكس على موقع قاعدة بيانات الفيلم (الإنجليزية)